# Altertumsforscher
Altertumsforscher (veraltet „Antiquar“; englisch antiquarian) oder Altertumswissenschaftler (englisch classical scholar) ist eine allgemeine Bezeichnung für Forscher, die sich mit dem Altertum (Altertumswissenschaft) beschäftigen.
Im Einzelnen zählen dazu:
- Ägyptologen
- Althistoriker
- Altorientalisten
- Altphilologen (zum Teil inklusive der Fachrichtungen Byzantinistik und Neugriechisch, Mittellatein und Neulatein)
- Archäologen verschiedener Fachrichtungen (Klassische Archäologen, Provinzialrömische Archäologen, Vorderasiatische, Biblische und Christliche Archäologen, zum Teil Prähistoriker und Mittelalterarchäologen)
- Epigraphiker
- Numismatiker auf dem Gebiet der alten Kulturen
- Papyrologen

sowie Rechtshistoriker, Philosophen, Naturwissenschaftler und andere Forscher mit der speziellen Ausrichtung auf das Altertum.